# Rio Schwentine
O Rio Schwentine é um rio do norte da Alemanha, no estado de Eslésvico-Holsácia. Possui aproximadamente 62 km de extensão e nasce na colina de Bungsberg, o ponto mais alto do estado, próximo ao vilarejo de Kasseedorf no distrito de  Ostholstein. Ele corre em direção a Kiel onde desagua no Fiorde de Kiel, uma baía do Mar Báltico. O rio passa por diversos lagos, incluindo o Großer Plöner See, o maior lago de Eslésvico-Holsácia, assim como pelas cidades de Eutin, Malente, Plön, Preetz e Kiel. Serve como limite da região denominada Vágria.